# ريتشارد هارت (سياسي)
ريتشارد هارت (بالإنجليزية: Richard Hart) هو كاتب عدل ‏ ومؤرخ وسياسي جامايكي، ولد في 13 أغسطس 1917 في مونتيغو باي في جامايكا، وتوفي في 21 ديسمبر 2013 في برستل في المملكة المتحدة. حزبياً، نشط في حركة الجوهرة الجديدة ‏. وقد انتخب Attorney General of Grenada ‏ (25 مايو 1983 – 25 أكتوبر 1983).